# بنجامين بانكس
بنجامين بانكس (28 أغسطس 1969 - )  (بالإنجليزية: Benjamin Banks)‏ هو لاعب كريكت بريطاني.